# 世界鐵人三項系列賽
世界鐵人三項系列賽為國際鐵人三項聯盟的年度系列賽事。總共有八站賽事加上總決賽。2013年，該系列賽事有225萬美元的總獎金給菁英選手，使它成為獎金最豐厚的鐵人三項賽事。

## 冠軍

### 男子錦標賽
| 年   | 金牌                          | 银牌                         | 铜牌                        |
| 1989 | Mark Allen（美国）            | Glenn Cook（英国）           | Rick Wells（新西兰）        |
| 1990 | Greg Welch（澳大利亚）        | Brad Beven（澳大利亚）       | Stephen Foster（澳大利亚）  |
| 1991 | 迈尔斯·斯图尔特（澳大利亚）   | Rick Wells（新西兰）         | Mike Pigg（美国）           |
| 1992 | Simon Lessing（英国）         | Rainer Müller-Hörner（德国） | Rob Barel（荷兰）           |
| 1993 | Spencer Smith（英国）         | Simon Lessing（英国）        | 哈米什·卡特（新西兰）       |
| 1994 | Spencer Smith（英国） (2)     | Brad Beven（澳大利亚）       | Ralf Eggert（德国）         |
| 1995 | Simon Lessing（英国） (2)     | Brad Beven（澳大利亚）       | Ralf Eggert（德国）         |
| 1996 | Simon Lessing（英国） (3)     | Luc Van Lierde（比利时）     | Leandro Macedo（巴西）      |
| 1997 | Chris McCormack（澳大利亚）   | 哈米什·卡特（新西兰）        | Simon Lessing（英国）       |
| 1998 | Simon Lessing（英国） (4)     | Paul Amey（新西兰）          | 迈尔斯·斯图尔特（澳大利亚） |
| 1999 | Dmitriy Gaag（哈萨克斯坦）    | Simon Lessing（英国）        | 迈尔斯·斯图尔特（澳大利亚） |
| 2000 | Olivier Marceau（法國）       | 彼得·罗伯逊（澳大利亚）      | Craig Walton（澳大利亚）    |
| 2001 | 彼得·罗伯逊（澳大利亚）       | Chris Hill（澳大利亚）       | Craig Watson（新西兰）      |
| 2002 | Iván Raña（西班牙）           | 彼得·罗伯逊（澳大利亚）      | Andrew Johns（英国）        |
| 2003 | 彼得·罗伯逊（澳大利亚） (2)   | Iván Raña（西班牙）          | Olivier Marceau（瑞士）     |
| 2004 | Bevan Docherty（新西兰）      | Iván Raña（西班牙）          | Dmitriy Gaag（哈萨克斯坦）  |
| 2005 | 彼得·罗伯逊（澳大利亚） (3)   | Reto Hug（瑞士）             | Brad Kahlefeldt（澳大利亚） |
| 2006 | Tim Don（英国）               | 哈米什·卡特（新西兰）        | Frédéric Belaubre（法國）   |
| 2007 | Daniel Unger（德国）          | Javier Gómez（西班牙）       | Brad Kahlefeldt（澳大利亚） |
| 2008 | Javier Gómez（西班牙）        | Bevan Docherty（新西兰）     | Reto Hug（瑞士）            |
| 2009 | 阿利斯泰尔·布朗利（英国）     | Javier Gómez（西班牙）       | Maik Petzold（德国）        |
| 2010 | Javier Gómez（西班牙） (2)    | Steffen Justus（德国）       | Brad Kahlefeldt（澳大利亚） |
| 2011 | Alistair Brownlee（英国） (2) | Jonathan Brownlee（英国）    | Javier Gómez（西班牙）      |
| 2012 | Jonathan Brownlee（英国）     | Javier Gómez（西班牙）       | Dmitry Polyanskiy（俄罗斯） |
| 2013 | Javier Gómez（西班牙） (3)    | Jonathan Brownlee（英国）    | Mario Mola（西班牙）        |
| 2014 | Javier Gómez（西班牙） (4)    | Mario Mola（西班牙）         | 乔纳森·布朗利（英国）       |
| 2015 | Javier Gómez（西班牙） (5)    | Mario Mola（西班牙）         | 樊尚·路易斯（法國）         |
| 2016 | Mario Mola（西班牙）          | 乔纳森·布朗利（英国）        | Fernando Alarza（西班牙）   |

### 女子錦標賽

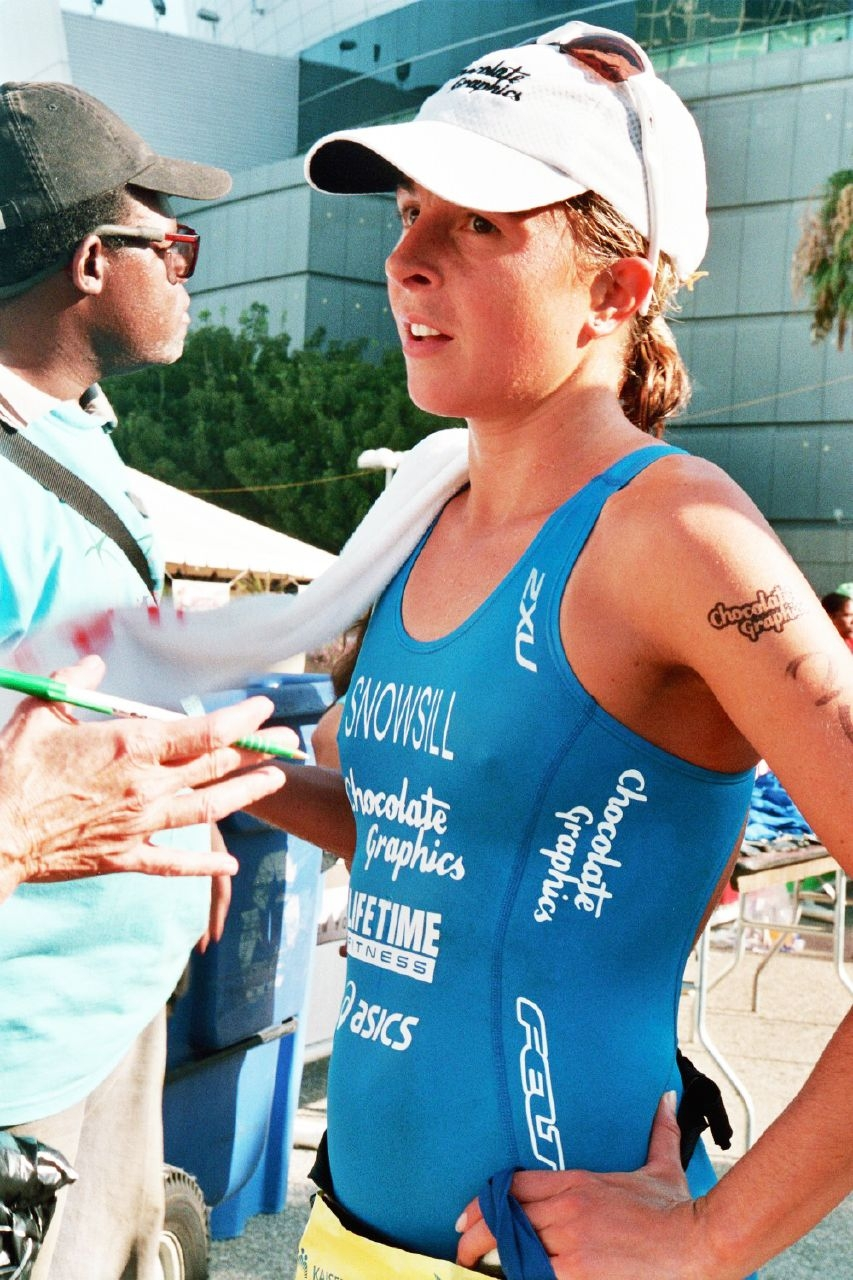
Australian Emma Snowsill captured the title on 3 different occasions.

| 年   | 金牌                          | 银牌                        | 铜牌                        |
| 1989 | Erin Baker（新西兰）          | Jan Ripple（美国）          | Laurie Samuelson（美国）    |
| 1990 | Karen Smyers（美国）          | Carol Montgomery（加拿大）  | Joy Hansen（美国）          |
| 1991 | Joanne Ritchie（加拿大）      | Terri Smith（加拿大）       | 米凯莉·琼斯（澳大利亚）     |
| 1992 | 米凯莉·琼斯（澳大利亚）       | Joanne Ritchie（加拿大）    | Melissa Mantak（美国）      |
| 1993 | 米凯莉·琼斯（澳大利亚） (2)   | Karen Smyers（美国）        | Joanne Ritchie（加拿大）    |
| 1994 | Emma Carney（澳大利亚）       | Anette Pedersen（丹麦）     | Sarah Harrow（新西兰）      |
| 1995 | Karen Smyers（美国） (2)      | 杰姬·加拉格尔（澳大利亚）   | Joy Leutner（美国）         |
| 1996 | 杰姬·加拉格尔（澳大利亚）     | Emma Carney（澳大利亚）     | Carol Montgomery（加拿大）  |
| 1997 | Emma Carney（澳大利亚） (2)   | 杰姬·加拉格尔（澳大利亚）   | 米凯莉·琼斯（澳大利亚）     |
| 1998 | Joanne King（澳大利亚）       | 米凯莉·琼斯（澳大利亚）     | Evelyn Williamson（新西兰） |
| 1999 | 洛蕾塔·哈罗普（澳大利亚）     | 杰姬·加拉格尔（澳大利亚）   | Emma Carney（澳大利亚）     |
| 2000 | 妮科尔·哈克特（澳大利亚）     | Carol Montgomery（加拿大）  | 米凯莉·琼斯（澳大利亚）     |
| 2001 | Siri Lindley（美国）          | 米凯莉·琼斯（澳大利亚）     | Joanna Zeiger（美国）       |
| 2002 | Leanda Cave（英国）           | Barbara Lindquist（美国）   | Michelle Dillon（英国）     |
| 2003 | 埃玛·斯诺西尔（澳大利亚）     | Laura Bennett（美国）       | 米凯莉·琼斯（澳大利亚）     |
| 2004 | 希拉·陶尔米纳（美国）         | Loretta Harrop（澳大利亚）  | Laura Bennett（美国）       |
| 2005 | 埃玛·斯诺西尔（澳大利亚） (2) | Annabel Luxford（澳大利亚） | Laura Bennett（美国）       |
| 2006 | 埃玛·斯诺西尔（澳大利亚） (3) | 瓦妮莎·费尔南德斯（葡萄牙） | Felicity Abram（澳大利亚）  |
| 2007 | 瓦妮莎·费尔南德斯（葡萄牙）   | 埃玛·斯诺西尔（澳大利亚）   | Laura Bennett（美国）       |
| 2008 | Helen Tucker（英国）          | Sarah Haskins（美国）       | 萨曼莎·沃里纳（新西兰）     |
| 2009 | 埃玛·莫法特（澳大利亚）       | 莉萨·努登（瑞典）           | 安德烈娅·休伊特（新西兰）   |
| 2010 | 埃玛·莫法特（澳大利亚） (2)   | 尼科拉·斯比瑞格（瑞士）     | 莉萨·努登（瑞典）           |
| 2011 | Helen Jenkins（英国） (2)     | 安德烈娅·休伊特（新西兰）   | Sarah Groff（美国）         |
| 2012 | 莉萨·努登（瑞典）             | Anne Haug（德国）           | 安德烈娅·休伊特（新西兰）   |
| 2013 | Non Stanford（英国）          | Jodie Stimpson（英国）      | Anne Haug（德国）           |
| 2014 | 格温·乔根森（美国）           | Sarah Groff（美国）         | 安德烈娅·休伊特（新西兰）   |
| 2015 | 格温·乔根森（美国） (2)       | 安德烈娅·休伊特（新西兰）   | Sarah True（美国）          |
| 2016 | 弗洛拉·達菲（百慕大）         | 格温·乔根森（美国）         | 上田藍（日本）              |